# Sira Sylla
Pour les articles homonymes, voir Sylla (homonymie).
Sira Sylla, née le 14 mars 1980 à Rouen (Seine-Maritime), est une avocate et femme politique française, élue députée du parti La République en marche de la Seine-Maritime en 2017.

## Biographie

### Études et jeunesse
Sira Sylla grandit à Saint-Étienne-du-Rouvray au sein d’une famille de onze enfants, issue d'un père sénégalais immigré en France devenu chauffeur d’autobus et d'une mére également sénégalaise immigrée en France mère au foyer. Après des études de droit à Rouen puis une école d’avocats à Lille, elle devient avocate en droit du travail,.

### Carrière politique
Candidate de La République en marche ! en 2017 dans l'ancienne circonscription de Laurent Fabius, elle élimine son prédécesseur Guillaume Bachelay au premier tour, puis bat avec 60,73 % des suffrages (19 271 voix) son concurrent Front national au second tour,, pour être élue à l'âge de 37 ans. En parallèle à son travail de circonscription, elle travaille notamment sur le lien entre la France et l'Afrique. « Je suis Française de parents issus du Sénégal et ce continent, je le regarde avec amour » dit-elle, en précisant : « Il y a de telles forces vives au Sénégal. Il y a un tel potentiel en Afrique en général qu’on ne peut pas se permettre de laisser un continent mourir. Parce que si l’Afrique meurt, c’est l’Europe et le monde qui meurent ». 
Pour son projet de loi de  défiscalisation partielle et temporaire des frais de transfert d’argent vers les pays du Sud, dans le contexte de la crise économique due à la pandémie de Covid-19, elle est la cible de Génération identitaire.
Elle arrive en quatrième position et est donc éliminée dès le premier tour des élections législatives, le 12 juin 2022.

## Affaires judiciaires et polémiques

### Harcèlement moral et licenciement abusif
Le 3 janvier 2022, la presse évoque les plaintes aux prud'hommes de plusieurs de ses assistants parlementaires pour harcèlement moral,,. Le demandeur de la première affaire est débouté. Dans le cadre de la deuxième affaire, Sira Sylla est reconnue responsable de harcèlement moral, heures supplémentaires non payées et d’un licenciement sans cause réelle. La députée a fait appel. 
Une nouvelle affaire est en cours devant les prud'hommes, mise en délibéré au 6 septembre. Un ancien assistant parlementaire entré à son service en 2019 décrit « une relation de travail qui l’a détruit », l'obligeant à répondre aux messages de la députée à toutes heures de la journée et de la nuit, y compris durant ses congés, ainsi que des brimades et des menaces disciplinaires. Selon son avocate, l'assistant parlementaire devait également garder le chien de la députée, suivre à sa place une formation destinée aux parlementaires et lui livrer des cigarettes et du champagne à son domicile, y compris durant le couvre-feu lors de la crise sanitaire. D'autre part, plusieurs ex-collaborateurs de la députée ont directement sollicité la cellule d’alerte mise en place par le parti présidentiel.
Le 6 septembre 2022, Sira Sylla est condamnée par le Conseil des prud'hommes de Rouen pour « harcèlement moral et licenciement abusif » envers l'un de ses anciens collaborateurs parlementaires Charles M., 24 ans, en arrêt maladie depuis septembre 2021 pour cause de dépression. L'ancienne députée LREM de la Seine-Maritime doit alors lui verser 76 000 euros d'indemnités.
Elle est condamnée en appel le 11 avril 2024 à une peine de 80 000 euros d'amende.

### Non respect de quarantaine
En mai 2021, Sira Sylla participe à la délégation officielle accompagnant Emmanuel Macron pour une série de discours sur le sujet du génocide des Tutsi au Rwanda. Malgré les consignes de l'Élysée d'effectuer une quarantaine de 10 jours au retour en France, Mediapart affirme que la députée ne respecte pas cette demande, et « demande de même à son équipe parlementaire de la conduire en voiture discrètement, sans masque ».

### «Altercation» avec des policiers
En novembre 2020, la députée dénonce des propos "racistes" reçus de la part de policiers la raccompagnant à l’Assemblée alors qu’elle sortait d’un bar en état d’ébriété. Elle s'en plaint auprès du cabinet du ministère de l'Intérieur et de la préfecture de police de Paris, faisant machine arrière le 11 novembre 2020 tout en critiquant l'incohérence des « trois racailles de policiers ». Plusieurs de ces anciens collaborateurs dénoncent l'impact de sa consommation d'alcool sur son comportement, lors d'évènements publics ou envers ses équipes.